# Sai Kanakubo
Sai Kanakubo (født 11. januar 1989) er en japansk fodboldspiller.
Han har spillet for flere forskellige klubber i sin karriere, herunder Mito HollyHock, V-Varen Nagasaki og AC Nagano Parceiro.